# Dawda Jawara

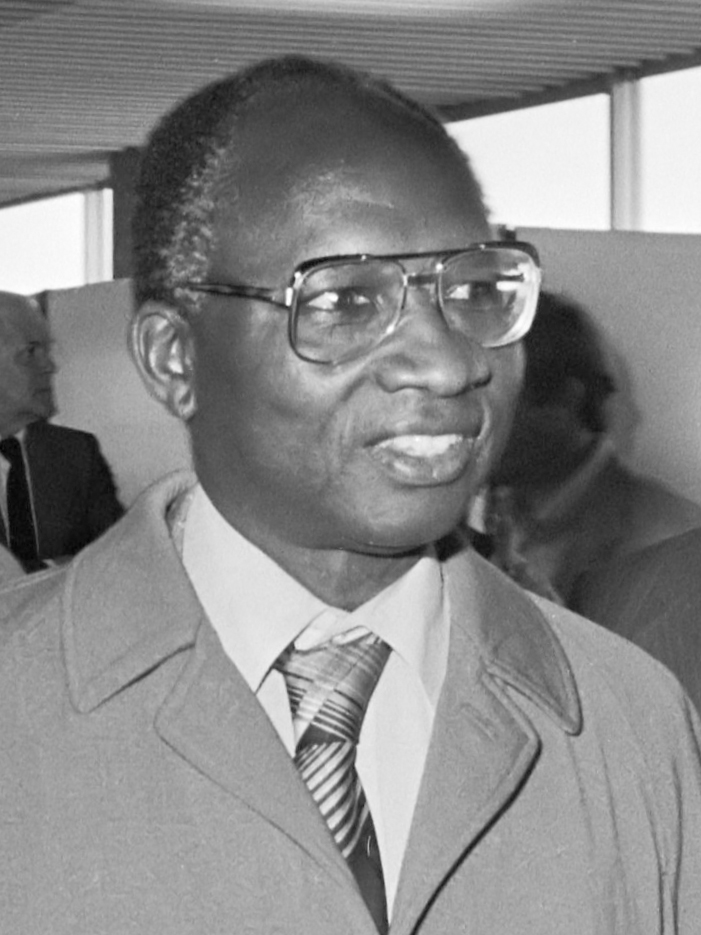
Dawda Jawara (1979)

Alhaji Sir Dawda Kairaba Jawara GCMG, von 1955 bis 1965 David Kwesi Jawara (geboren am 16. Mai 1924 in Barajally, MacCarthy Island Division; gestorben am 27. August 2019 in Bakau-Fajara) war ein gambischer Politiker und Staatsmann. Er war von 1962 bis 1970 unter Elisabeth II. der letzte Premierminister und von 1970 bis zu seinem Sturz 1994 der erste Staatspräsident Gambias.
Jawara besuchte zunächst eine muslimische Grundschule und dann eine methodistische Jungenschule in Bathurst (heute Banjul). Nach zwei Jahren Arbeit als Krankenpfleger ging er an das College in Achimota bei Accra, Ghana. Mithilfe eines Stipendiums studierte er in Großbritannien Veterinärmedizin. Nach seiner Rückkehr nach Gambia wurde er leitender Veterinärmediziner in der Kolonialverwaltung. 1959 war er Mitbegründer der People’s Progressive Party (PPP). Er kandidierte bei den Parlamentswahlen 1960 erfolgreich für das House of Representatives und wurde kurzzeitig Bildungsminister. 1962 wurde er als Nachfolger des Chief Minister Pierre Sarr N’Jie erster Premierminister Britisch-Gambias.
Jawara führte Gambia 1965 in die Unabhängigkeit, zunächst als Premierminister einer konstitutionellen Monarchie mit Elisabeth II. als Queen of the Gambia, als Staatsoberhaupt. 1970 wurde Gambia nach einer Volksabstimmung zur Präsidialrepublik mit Jawara als Staatspräsidenten. Die größte Krise seiner Amtszeit war ein blutiger Putschversuch am 30. Juli 1981, der nur mit Unterstützung zu Hilfe gerufener senegalesischer Soldaten niedergeschlagen werden konnte und 400 bis 800 Todesopfer forderte. Als Folge des Umsturzversuchs und auf Anregung Jawaras bildeten Gambia und Senegal unter dessen Präsidenten Abdou Diouf 1982 die Konföderation Senegambia. Jawara verblieb im Amt des Staatspräsidenten von Gambia und wurde Vizepräsident der Konföderation, die bis 1989 bestand.
Die Präsidentschaft Jawaras wurde 1994 durch einen Staatsstreich des Leutnants der Militärpolizei Yahya Jammeh beendet. Jawara ging ins Exil nach London, konnte aber 2002 zurückkehren und lebte zuletzt zurückgezogen in Gambia.
Jawara genoss international hohes Ansehen und war während und nach seiner Amtszeit in der internationalen Politik aktiv. Aus den von ihm geförderten Initiativen gingen die Afrikanische Charta der Menschenrechte und der Rechte der Völker (Banjul-Charta) und die ECOWAS Monitoring Group hervor.

## Leben

### Jugend und Ausbildung
Dawda Jawara wurde am 16. Mai 1924 als Sohn von Almammi Jawara und Mamma Fatty in dem Dorf Barajally Tenda in der MacCarthy Island Division Gambias, etwa 240 Kilometer von der Hauptstadt Bathurst entfernt geboren. Sein Vater war ein wohlhabender Farmer und Händler, der der niedrigen Kaste der Gerber angehörte. Die Familie Jawara gehörte zum Volk der Mandinka und entstammte dem Clan der Diawara oder Jawara, der zum militärischen Teil der Gbara des Malireichs zählte.
Zunächst besuchte Dawda die Mohammedan Primary School, eine muslimische Grundschule in Bathurst (heute Banjul), in der der muslimische Politiker Ibrahima Momodou Garba-Jahumpa zu seinen Lehrern gehörte. Nach deren Abschluss erhielt Dawda ein Stipendium für die Methodist Boys’ High School, ebenfalls in Bathurst, in der er in allen Fächern unterrichtet wurde, aber eine besondere Begabung für Mathematik und Naturwissenschaften zeigte.
Nach seinem High-School-Abschluss im Jahr 1945 arbeitete Jawara als Krankenpfleger im Royal Victoria Hospital in Bathurst. 1947 erhielt er ein Stipendium für ein Studium der Naturwissenschaften am Prince of Wales College and School in Achimota, nahe Accra, in der britischen Kronkolonie Goldküste. Nach zwei Semestern Studium in Achimota erhielt Jawara ein Stipendium für ein Studium an der Schule für Veterinärmedizin der University of Glasgow. Seinerzeit bestand das Bildungsziel für Afrikaner in den Kolonien vor allem in der Qualifizierung für nachgeordnete Tätigkeiten in der Kolonialverwaltung. Es kam selten vor, dass Afrikaner ein Stipendium für ein naturwissenschaftliches Studium erhielten. Jawara schloss seine Ausbildung zum Tierarzt 1953 ab. 1957 absolvierte er ein Diplomstudium der tropischen Veterinärmedizin an der University of Edinburgh. Als Tierarzt war Jawara der erste Mandinka Gambias mit einem Hochschulabschluss.

### Beruflicher und politischer Aufstieg
Im Januar 1954 kehrte Jawara in das Protektorat Gambia zurück, dessen Bürger im Unterschied zu jenen der Kolonie Britisch-Gambia nur unter dem Schutz der britischen Krone standen und keine Untertanen der Königin waren. Seinerzeit war das Gambia Colony and Protectorate durch die britische Kolonialmacht zweigeteilt. Erwachsene in der Kolonie, zu der die Region um die Hauptstadt Bathurst und Kombo gehörten, hatten das Wahlrecht, konnten politisch Einfluss nehmen und waren im Legislativrat vertreten. Die Einwohner des Protektorats hatten keine vergleichbare Möglichkeit politischer Einflussnahme.
Jawara wurde zunächst zum leitenden Veterinär und 1958 zum obersten Veterinärmediziner von Britisch-Gambia berufen. Als Amtstierarzt reiste Jawara durch ganz Gambia um das Vieh zu impfen. Dabei konnte er wertvolle Kontakte zu den relativ gut gestellten und einflussreichen Rinderhaltern im britischen Protektorat knüpfen. Später waren diese Kontakte zu den regionalen und lokalen Führern die Grundlage seines politischen Aufstiegs. Trotz seiner soziale Herkunft aus der niederen Kaste der Gerber genoss er wegen seiner Tätigkeit als Veterinär, als „der Rinderdoktor“ in der von der Viehhaltung abhängigen Bevölkerung höchstes Ansehen.
| Parlamentswahl | Stimmen    | Stimmanteil |
| -------------- | ---------- | ----------- |
| 1960           | einstimmig | 100,00 %    |

1959 wurde Jawara zum Parteichef der wenige Monate zuvor gegründeten People’s Progressive Party (PPP) gewählt. Er war zu diesem Zeitpunkt einer von nur zwei Hochschulabsolventen aus dem Volk der Mandinka im Land. Bei den Parlamentswahlen 1960 kandidierte Jawara für die PPP ohne Gegenkandidaten im Wahlkreis Kombo. Er erreichte 100 % der Stimmen, errang somit einen der 19 zur Wahl stehenden Sitze im House of Representatives, und wurde vom Gouverneur Edward Henry Windley zum Bildungsminister ernannt. Bereits im März 1961 trat Jawara von diesem Amt zurück, nachdem Windley ihn bei der Besetzung des neuen Amts des Chief Minister zugunsten des in der Wahl unterlegenen Pierre Sarr N’Jie von der United Party (UP) übergangen hatte.
| Parlamentswahl | Stimmen | Stimmanteil |
| -------------- | ------- | ----------- |
| 1962           | 4.073   | 84,96 %     |
| 1966           | 4.515   | 88,46 %     |

Bei den Parlamentswahlen von 1962 waren 32 von 40 Sitzen des House of Representatives zu besetzen. Jawara setzte sich im Wahlkreis Eastern Kombo mit 85 % der Stimmen gegen den Kandidaten der UP durch, die PPP errang die absolute Mehrheit der Mandate. Jawara wurde am 12. Juni 1962 als Premierminister der Nachfolger des Chief Minister N’Jie. In seine Amtszeit fielen die Verhandlungen mit dem britischen Gouverneur John Warburton Paul und dem Colonial Office, die Gewährung der vollen inneren Selbstverwaltung am 4. Oktober 1963, und die Unabhängigkeit Gambias als konstitutionelle Monarchie im Commonwealth of Nations am 18. Februar 1965. Von 1965 bis 1970 war Jawara Premierminister, das Staatsoberhaupt war Elisabeth II. als Queen of The Gambia.

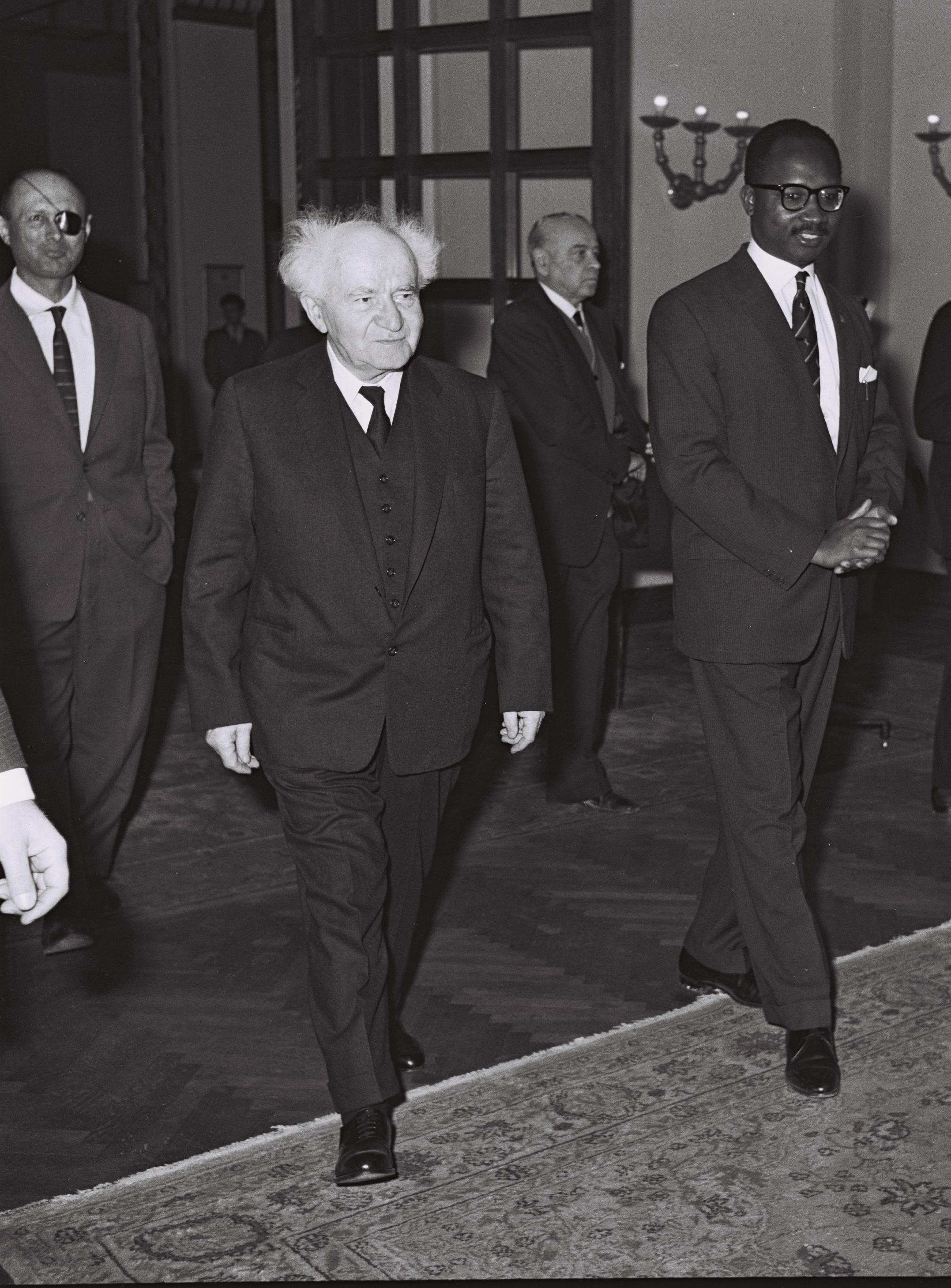
Premierminister Dawda Jawara mit David Ben-Gurion und Moshe Dayan während eines Besuchs in Israel, 1962

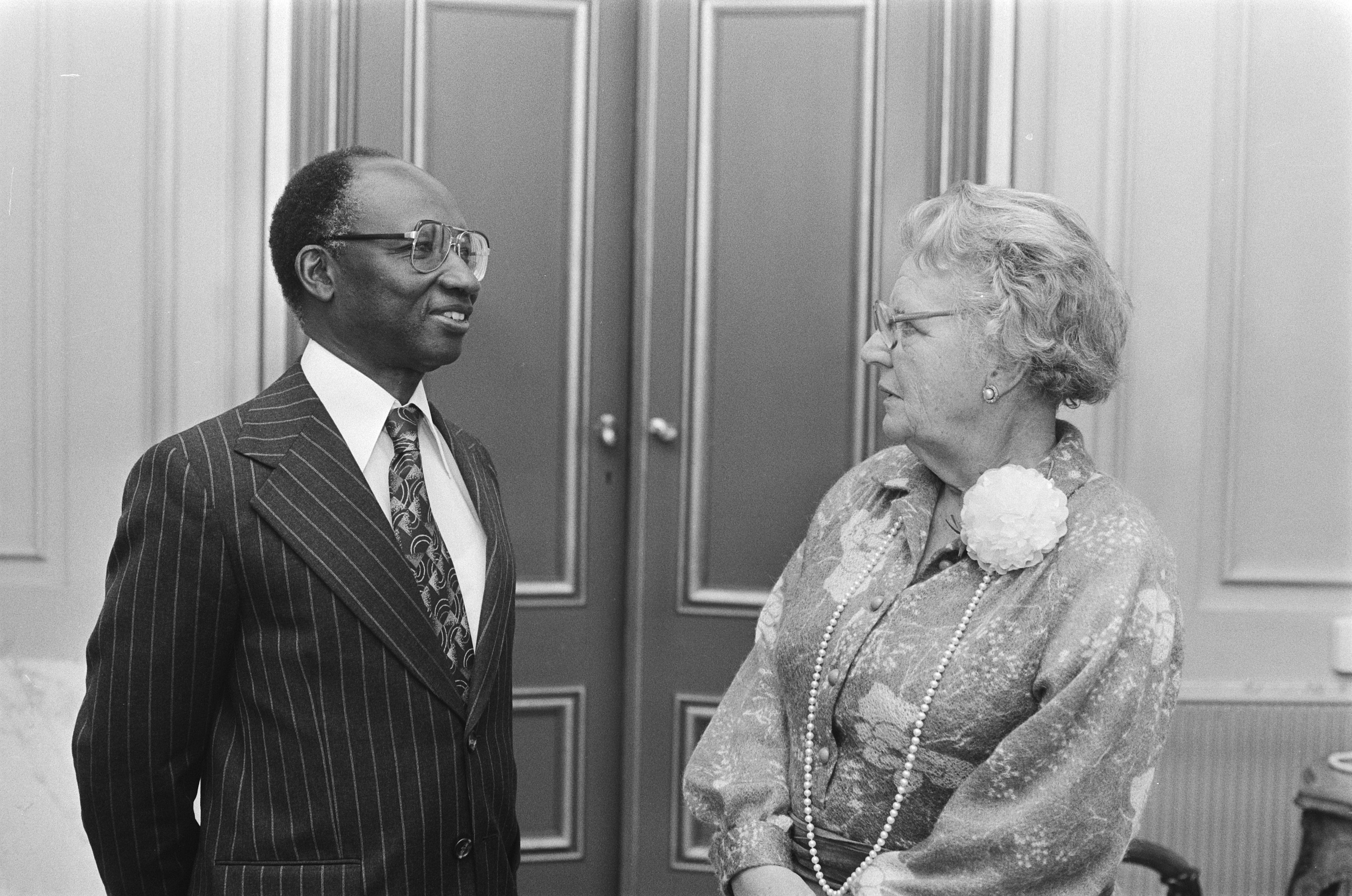
Jawara mit der niederländischen Königin Juliana, 1978

Im November 1965 erlitt Jawara bei dem Volksentscheid über die Verfassung eine schwere politische Niederlage. Wesentlicher Aspekt der neuen Verfassung war die Umwandlung der konstitutionellen Monarchie in eine Präsidialrepublik, für die angestrebte Änderung war eine Zweidrittelmehrheit der abgegebenen Stimmen erforderlich. Die wurde mit einer Zustimmung von 65,85 Prozent knapp verfehlt. Bis zu den Parlamentswahlen von 1966 konnten sich Jawara und die PPP wieder erholen, die PPP gewann 24 von 32 Mandaten.
Ein zweiter Anlauf zur Abschaffung der konstitutionellen Monarchie erfolgte mit dem Volksentscheid, der am 24. April 1970 mit einer Zustimmung von 70,45 Prozent erfolgreich war. Mit der Feststellung des Abstimmungsergebnisses wurde Jawara erster Staatspräsident der Republik Gambia. Gleichzeitig entfiel das Amt des Premierministers und Jawara legte sein Mandat im House of Representatives nieder. Bei den folgenden Parlamentswahlen 1972 und 1977 gewann die PPP jeweils die absolute Mehrheit der Mandate, der Staatspräsident wurde von den Abgeordneten gewählt.
Jawaras Wirtschaftspolitik war zunächst von seinem Bemühen geprägt, das von der britischen Kolonialmacht lange vernachlässigte Gebiet des Protektorats zu fördern. Das geschah auch vor dem Hintergrund, dass die ländlichen Regionen seine Machtbasis waren während die städtische Bevölkerung eher der Opposition zugetan war. Ende der 1970er Jahre geriet Jawara zunehmend unter Druck, einerseits wegen der Folgen der Wirtschaftskrise, die teilweise auf äußere Faktoren wie die Ölkrise, die Rezession der Weltwirtschaft und außergewöhnliche Klimabedingungen zurückzuführen war, und andererseits wegen der zunehmenden Korruption im Land.

### Versuchter Staatsstreich 1981
Die größte Krise der Präsidentschaft Dawda Jawaras war ein Umsturzversuch am 30. Juli 1981, der von dem marxistischen Politiker Kukoi Samba Sanyang angeführt wurde. Sanyang machte Jawara für die gegenwärtige Wirtschaftskrise verantwortlich und beschuldigte ihn und weitere führende Politiker Gambias der Korruption. Der Umsturzversuch wurde vom National Revolutionary Council aus Vertretern von Sanyangs marxistischer Gambian Socialist Revolutionary Party (GSRP) und Teilen der paramilitärischen gambischen Field Force ausgeführt. Jawara befand sich zum Zeitpunkt des Staatsstreichs als Gast der Hochzeit von Charles, Prince of Wales und Diana Spencer in London. Er flog sofort nach Dakar und bat den senegalesischen Präsidenten Abdou Diouf um militärische Unterstützung. Der Senegal entsandte umgehend Streitkräfte, binnen einer Woche 2.700 Soldaten, und besiegte die Putschisten. Durch den Staatsstreich und die nachfolgenden Auseinandersetzungen starben 500 bis 800 Menschen.
Der versuchte Umsturz zeigte, dass zumindest ein Teil der Bevölkerung und ihre Verbündeten in der Field Force nach Veränderungen strebten und dass die Gesellschaft und die regierende PPP geschwächt waren. Die wirtschaftliche Rezession traf besonders die Jugend in den Städten. Jawara war die Situation bewusst, in seiner Neujahrsansprache sagte er 1981, wenige Monate vor dem Putschversuch:

“We live in a world saddled with massive economic problems. The economic situation has generally been characterized by rampant inflation, periods of excessive monetary instability and credit squeeze...soaring oil prices and commodity speculation. These worldwide problems have imposed extreme limitations on the economies like the Gambia.”

„Wir leben in einer Welt, die mit massiven wirtschaftlichen Problemen belastet ist. Die wirtschaftliche Lage ist durch eine galoppierende Inflation, Phasen exzessiver Instabilität der Geldmärkte und Kreditlasten (…) steigende Ölpreise und Immobilienspekulation gekennzeichnet. Diese weltweiten Probleme belasten die Wirtschaft von Ländern wie Gambia in extremer Weise.“

Die überraschendste Folge des gescheiterten Staatsstreichs war die militärische Intervention des Senegal, die sich auf einen Verteidigungspakt beider Staaten aus dem Jahr 1965 gründete. Obgleich Jawaras Präsidentschaft durch das Eingreifen des Senegal gerettet werden konnte, verlor Gambia seine zuvor gerade von Jawara energisch verteidigte Souveränität. Darüber hinaus war die Anwesenheit senegalesischer Truppen in Banjul ein Zeugnis der Abhängigkeit Jawaras vom Senegal und minderte seinen Rückhalt in der Bevölkerung.

### Konföderation Senegambia
Drei Wochen nach dem vereitelten Putschversuch gaben die Präsidenten Senegals und Gambias, Abdou Diouf und Dawda Jawara, auf einer gemeinsamen Pressekonferenz die Absicht zur Gründung der Konföderation Senegambia bekannt. Im Dezember 1981 wurden die entsprechenden Verträge unterzeichnet. In der Konföderation übernahm Diouf das Amt des Präsidenten, Jawara wurde Vizepräsident. Ein Parlament, die Confederation Assembly, mit vierzig senegalesischen und zwanzig gambischen von den nationalen Parlamenten ernannten Abgeordneten und ein neunköpfiges Kabinett mit vier gambischen Ministern gehörten zu den Verfassungsorganen der Konföderation. Darüber hinaus wurde erstmals eine Armee Gambias aufgestellt, als Teil der Streitkräfte der Konföderation.
Jawara reagierte auf den versuchten Staatsstreich nicht mit massiver Vergeltung, sondern mit versöhnlichen Gesten. So wurden die Beteiligten am Staatsstreich zügig angeklagt und fairen Verfahren unterworfen, gegen die Anführer wurde von eigens aus anderen Staaten des Commonwealth herbeigeholten unabhängigen Richtern verhandelt. Mehr als 800 Gefangene wurden ohne Verfahren freigelassen, wegen geringer Schuld oder wegen fehlender Beweise, und Todesurteile wurden in lebenslange Haft umgewandelt. Die letzten wegen des versuchten Staatsstreichs inhaftierten Gefangenen wurden zum Unabhängigkeitstag am 18. Februar 1991 von Jawara amnestiert. Die Amtsführung Jawaras verschaffte ihm umgehend große internationale Anerkennung und binnen kurzer Zeit begann ein Prozess der wirtschaftlichen und politischen Gesundung des Staates.
1982 wurde der Staatspräsident Gambias erstmals direkt gewählt. Bei der Präsidentschaftswahl trat Jawara gegen seinen Herausforderer Sheriff Dibba von der National Convention Party an und wurde mit 72,5 Prozent der Stimmen im Amt bestätigt. Auch bei der Präsidentschaftswahl 1987 erzielte Jawara die absolute Mehrheit der Stimmen. Jawaras PPP war bei den jeweils zeitgleich stattfindenden Parlamentswahlen ebenfalls erfolgreich und erzielte absolute Mehrheiten.

### Staatsstreich von 1994
Im Dezember 1991 gab Jawara seine Absicht bekannt, bei der kommenden Präsidentschaftswahl in Gambia 1992 nicht mehr zu kandidieren und nach dreißig Jahren an der Spitze von Staat und Partei in den Ruhestand zu gehen. Einige Mitglieder seiner Regierung konnten ihn jedoch von einer weiteren Kandidatur überzeugen. Jawara gewann auch die Wahlen von 1992 mit absoluten Mehrheiten, 58,5 Prozent der Stimmen in der Präsidentschaftswahl und 54,2 Prozent für seine PPP in den Parlamentswahlen.
Im Nachgang zu den gewonnenen Wahlen stürzte die regierende PPP in eine tiefe Krise. Der bisherige Vizepräsident, Bakary Dabo, musste nach der Wahl und infolge parteiinterner Flügelkämpfe sein Amt an Saihou S. Sabally abgeben. In der Bevölkerung entstand der Eindruck, Sabally solle so der Weg ins Präsidentenamt geebnet werden. Darüber hinaus wurde Gambia von einem Korruptionsskandal um die Gambia Cooperative Union (GCU) erschüttert, in den Sabally verwickelt war. Zu der umfangreichen Medienberichterstattung über diesen Skandal kam ein investigativer Bericht des prominenten gambischen Journalisten Sanna Manneh, dem Herausgeber der Zeitung The Torch, der die Höhe der Aufwendungen für Jawaras zahlreiche Auslandsreisen thematisierte.
Als Verantwortliche für die Korruption im öffentlichen Sektor wurde eine Gruppe von hohen Beamten und einflussreichen Geschäftsleuten angesehen, die als Banjul Mafia bezeichnet wurde. In ihrer Gier nach Profit hatten viele Mitglieder der politischen Elite ihre Macht zur persönlichen Bereicherung missbraucht. Insbesondere während der letzten beiden Jahre der Präsidentschaft Jawaras war die Korruption ein großes Problem Gambias.
Am 22. Juli 1994 erklärte sich eine Gruppe gambischer Armeeoffiziere unter Führung des 29-jährigen Leutnants der Militärpolizei Yahya Jammeh als Armed Forces Provisional Ruling Council (AFPRC) zur Staatsführung. Die Verfassung wurde außer Kraft gesetzt und der entmachtete Präsident Dawda Jawara, seine Familie und einige hochrangige Regierungsbeamte konnten nur knapp auf das zufällig im Hafen von Banjul liegende US-amerikanische Kriegsschiff USS La Moure County fliehen. Sie wurden nach Senegal gebracht und erhielten politisches Asyl, später ging Jawara nach London ins Exil.
Im März 1996 erging gegen Jawara ein Haftbefehl wegen der Veruntreuung von Geldern, darüber hinaus wurde sein Vermögen beschlagnahmt. 1997 wurde Jawara von der Public Assets and Properties Recovery Commission der Korruption für schuldig befunden. Der neue Staatspräsident Yahya Jammeh schloss ihn im März 2001 für die Dauer von 20 Jahren von allen politischen Ämtern aus. Bereits am 21. Dezember 2001 verkündete Jammeh während seiner Rede anlässlich seiner Vereidigung nach der gewonnene Präsidentschaftswahl Jawaras „Begnadigung“ und die Rückgabe seines beschlagnahmten Vermögens. Im Gegenzug kehrte Jawara im Juni 2002 nach Gambia zurück und nahm die Rolle eines Elder Statesman wahr. Jawara lebt mit seiner Familie zurückgezogen in Fajara bei Bakau und kehrte seit seiner Rückkehr aus dem Exil nur selten in die Öffentlichkeit zurück. So führte er im Februar 2007 eine Beobachtermission der ECOWAS an, die in Nigeria die Vorbereitungen zu den Präsidentschafts- und Parlamentswahlen im selben Jahr begutachten sollte. Im August 2008 war er Gast der Democratic National Convention in Denver, auf der Barack Obama zum Kandidaten der Demokratischen Partei für die Präsidentschaftswahl 2008 nominiert wurde.

## Historische Einordnung
Jawara galt auf nationaler und internationaler Bühne als gemäßigter Führer. Gambia war bei seinem Amtsantritt als Premierminister in das Protektorat und die britische Kronkolonie gespalten. Diese Spaltung, die mit einer feindseligen Einstellung einherging, konnte er durch eine geschickte Politik überwinden. Parteiintern überstand er mehrere Versuche der Entmachtung und zwei Spaltungen der Partei, als sich 1968 die People’s Progressive Alliance und 1975 die National Convention Party abspalteten. Im Vergleich zu anderen Führern junger afrikanischer Staaten verzichtete Jawara auf massive staatliche Repression und handelte als demokratischer Politiker, er achtete die Menschenrechte und er war ein Anhänger der freien Marktwirtschaft.
Zum Zeitpunkt von Jawaras Entmachtung befand sich Gambia in einer schlechten sozioökonomischen Lage, das Land war eines der ärmsten der Welt. Die unter Jawara seit Mitte der 1980er Jahre durchgeführten Wirtschaftsreformen bewirkten keine Verbesserung der Situation der Bevölkerung. Es gab nur zwei Krankenhäuser und einige von Nichtregierungsorganisationen betriebene Gesundheitszentren. Während der 30 Jahre unter Jawara war trotz der Bevölkerungszunahme nicht eine einzige neue Sekundarschule errichtet worden. Es gab im Land keine Universität. Bei einer Kindersterblichkeit von 14 Prozent betrug die durchschnittliche Lebenserwartung 45 Jahre. 60 Prozent der Bevölkerung hatten keinen sicheren Zugang zu sauberem Trinkwasser und 75 Prozent lebten unterhalb der Armutsgrenze.
Im Bereich der Außenpolitik galt Jawara als geschickter Vermittler in Auseinandersetzungen zwischen afrikanischen oder islamischen Staaten. Er trug in der Organisation für Afrikanische Einheit maßgeblich zur Verabschiedung der Afrikanische Charta der Menschenrechte und der Rechte der Völker (der Banjul-Charta) bei und war 1989 bis 1990 und 1991 bis 1992 Vorsitzender der Economic Community of West African States. Er war an der Gründung der ECOWAS Monitoring Group beteiligt. Seine persönliche Haltung wie die seiner Partei PPP wurden als moderat links und pro-westlich beschrieben. Ungeachtet seiner Bindung an den Westen übte Jawara deutliche Kritik an Staaten wie Südafrika und Israel. Seine häufigen Auslandsreisen und seine Aktivitäten auf der internationalen politischen Bühne trugen Jawara große internationale Anerkennung und Gambia ein erhebliches Maß an wirtschaftlicher Unterstützung ein. Sie waren aber auch der Anlass für massive Kritik seitens radikaler Kräfte im eigenen Land und minderten zum Ende der Präsidentschaft seine Beliebtheit in der Bevölkerung.

## Familie
Im Februar 1955 heiratete Jawara in Basse die Hebamme Augusta Mahoney, eine Tochter von John Andrew Mahoney, einem prominenten Aku und Politiker in Bathurst. Die Aku sind eine überwiegend christliche Minderheit in Gambia, die auf freigelassene Sklaven zurückgeht und sprachlich und kulturell eng mit der entsprechenden Bevölkerungsgruppe in Sierra Leone verbunden ist. Trotz ihrer geringen Zahl dominierten sie das gesellschaftliche, politische und wirtschaftliche Leben in Britisch-Gambia. Vor der Hochzeit konvertierte Jawara zum christlichen Glauben und schloss sich der Glaubensgemeinschaft seiner zukünftigen Ehefrau an, den Wesleyanern. In diesem Zusammenhang änderte er seine Vornamen in David Kwesi.
1965 kehrte Jawara zum Islam zurück und nahm wieder seine ursprünglichen Namen an. Er war mit Augusta bereits seit einiger Zeit zerstritten und ließ sich im Januar 1967 von ihr scheiden, das Scheidungsurteil wurde jedoch im Mai 1967 vom Court of Appeal aufgehoben. Daraufhin verabschiedete das House of Representatives ein Sondergesetz, den Marriage Bill (Special Circumstances) Act of 1967, der für den Fall der Konversion eines Ehepartners die automatische Scheidung vorsah und die Polygamie erlaubte. 1968 heiratete Jawara die 16-jährige Chilel N’Jie, Tochter des wohlhabenden Geschäftsmanns Momodou Musa N’Jie aus dem Volk der Wolof. Momodou Musa N’Jie war ein ausgewiesener Unterstützer der United Party von Pierre Sarr N’Jie, unterstützte aber nach der Hochzeit seiner Tochter Jawaras PPP. Jawara konnte sich durch die Hochzeit nicht nur finanzielle und politische Unterstützung sichern, sondern auch die Forderung führender Mitglieder seiner Partei erfüllen, sich seiner christlichen Ehefrau zu entledigen und eine Muslima zu heiraten.
1970 heiratete Jawara eine dritte Frau, die 23-jährige Verwaltungsangestellte Njaimeh, eine Schwester von Lamin Bora M’Boge.

## Auszeichnungen
- Knight Grand Cross des Order of St Michael and St George
- Großkreuz mit Collane des Orden des Infanten Dom Henrique
- Großkreuz des National Order of Mali
- Komtur des Ordens der Goldenen Arche (1979)
- Agricola-Medaille der Ernährungs- und Landwirtschaftsorganisation der Vereinten Nationen (1980)
- Ehrendoktorwürde der Universität Gambia (2018)[19]

## Abbildungen auf gambischen Münzen, Banknoten und Briefmarken
Das Porträt Jawaras war während seiner Amtszeit als Staatsoberhaupt ein Motiv auf den Münzen und Geldscheinen der gambischen Landeswährung Dalasi.
Jawara war auch auf fast allen während seiner Amtszeit ausgegebenen Briefmarken Gambias dargestellt, erstmals auf drei Sondermarken mit Abbildungen des State House, mit denen am 24. April 1970 der Übergang von der konstitutionellen Monarchie zur Präsidialrepublik gefeiert wurde.

5-Butut-Münze von 1971 mit dem Porträt Jawaras
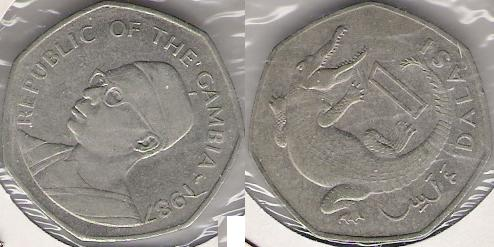
1-Dalasi-Münze von 1987
1-Dalasi-Banknote von 1987